# Morti nel 1495
| Questa pagina contiene informazioni ricavate automaticamente dalle voci biografiche con l'ausilio del template Bio e di un bot. L'aggiornamento è periodico e automatico e ricostruisce completamente la pagina. Se manca una persona in questa lista, sei pregato di non aggiungerla, ma accertati piuttosto che la sua voce biografica contenga il template Bio e che i dati anagrafici siano correttamente compilati. Se il template Bio manca, inseriscilo tu stesso o, in alternativa, metti l'avviso {{tmp\|Bio}} che ne segnala la mancanza. Se i dati riportati sono sbagliati, correggi direttamente la voce biografica; le modifiche saranno visibili in questa lista entro pochi giorni. Per chiarimenti vedi il progetto biografie. La lista contiene solo le 55 persone che sono citate nell'enciclopedia e per le quali è stato implementato correttamente il template Bio. Pagina aggiornata al 2 mag 2025. |

## Gennaio(3)
- 1º gennaio - Mariano Biondi, francescano italiano
- 11 gennaio - Pedro González de Mendoza, cardinale e arcivescovo cattolico spagnolo (n. 1428)
- 21 gennaio - Maddalena di Valois, principessa (n. 1443)

## Febbraio(3)
- 16 febbraio - William Stanley, nobile e militare britannico (n. 1435)
- 25 febbraio - Şehzade Cem, principe ottomano (n. 1459)
- 26 febbraio - Sigismondo di Bayreuth, nobile tedesco (n. 1468)

## Marzo(1)
- 5 marzo - Federico III di Brunswick-Lüneburg, nobile tedesco

## Aprile(2)
- 11 aprile - Angelo Carletti, francescano, letterato e umanista italiano (n. 1410)
- 12 aprile - Benedetto da Cingoli, poeta italiano

## Maggio(2)
- 6 maggio - Roberto Caracciolo, francescano e vescovo cattolico italiano (n. 1425)
- 31 maggio - Cecily Neville, nobildonna inglese (n. 1415)

## Giugno(3)
- 14 giugno - Vrancke van der Stockt, pittore fiammingo
- 20 giugno - Giorgio Natta, giurista italiano
- 28 giugno - Giovanni di Capua, condottiero italiano

## Luglio(5)
- 6 luglio - Giovanni Maria Cauzzi, nobile e generale italiano
- 6 luglio - Ranuccio Farnese, condottiero italiano (n. 1456)
- 6 luglio - Rodolfo Gonzaga, condottiero italiano (n. 1452)
- 6 luglio - Roberto Guidi di Bagno, condottiero italiano
- 25 luglio - Francione, architetto e ingegnere militare italiano

## Agosto(3)
- 15 agosto - Aimone Taparelli, presbitero italiano (n. 1398)
- 27 agosto - Maria Branković, nobile (n. 1466)
- 27 agosto - Giacomo Feo, nobile italiano

## Settembre(3)
- 5 settembre - Agamennone Arcipreti, condottiero italiano
- 7 settembre - Alfonso II d'Avalos, condottiero italiano
- 18 settembre - Egas Cueman, scultore e architetto spagnolo

## Ottobre(4)
- 2 ottobre - Francesco di Borbone-Vendôme, nobile francese (n. 1470)
- 6 ottobre - Ōuchi Masahiro, militare giapponese (n. 1446)
- 7 ottobre - Giacomo Trotti, nobile, diplomatico e ambasciatore italiano (n. 1423)
- 25 ottobre - Giovanni II del Portogallo, re (n. 1455)

## Novembre(2)
- 8 novembre - Andrea Guazzalotti, medaglista italiano (n. 1435)
- 10 novembre - Dorotea di Brandeburgo-Kulmbach, regina (n. 1430)

## Dicembre(6)
- 5 dicembre - Bartolomeo Fanti, monaco cristiano italiano
- 6 dicembre - Jacob Sprenger, teologo svizzero (n. 1436)
- 7 dicembre - Gabriel Biel, teologo e filosofo tedesco
- 8 dicembre - Antonio Alabanti, teologo italiano
- 15 dicembre - Giannotto Berardi, mercante italiano (n. 1457)
- 18 dicembre - Alfonso II di Napoli, sovrano italiano (n. 1448)

## Senza giorno specificato(18)
- Daniele Birago, arcivescovo cattolico e umanista italiano
- Cleofe Borromeo Gabrielli, poetessa italiana (n. 1440)
- Carlo Crivelli, pittore italiano
- Filippo Eustachi, politico italiano (n. 1409)
- La Sen Thai, sovrano laotiano (n. 1462)
- David Lindsay, I duca di Montrose, politico scozzese (n. 1440)
- Vasino Malabayla, vescovo cattolico italiano
- Antonio Mantegazza, scultore italiano
- Matteo di Giovanni, pittore italiano
- Agostino Patrizi Piccolomini, vescovo cattolico italiano
- Sperandio Mantovano, medaglista e scultore italiano (n. 1425)
- Tinguaro
- Jasper Tudor, militare e nobile gallese (n. 1431)
- Cosmè Tura, pittore italiano
- Vlad IV Călugărul (n. 1425)
- Al-Himyari, geografo e viaggiatore berbero
- Bertrando di Beauvau, nobile e condottiero francese
- Jacopo da Pietrasanta, architetto, ingegnere e scultore italiano